# 보고타

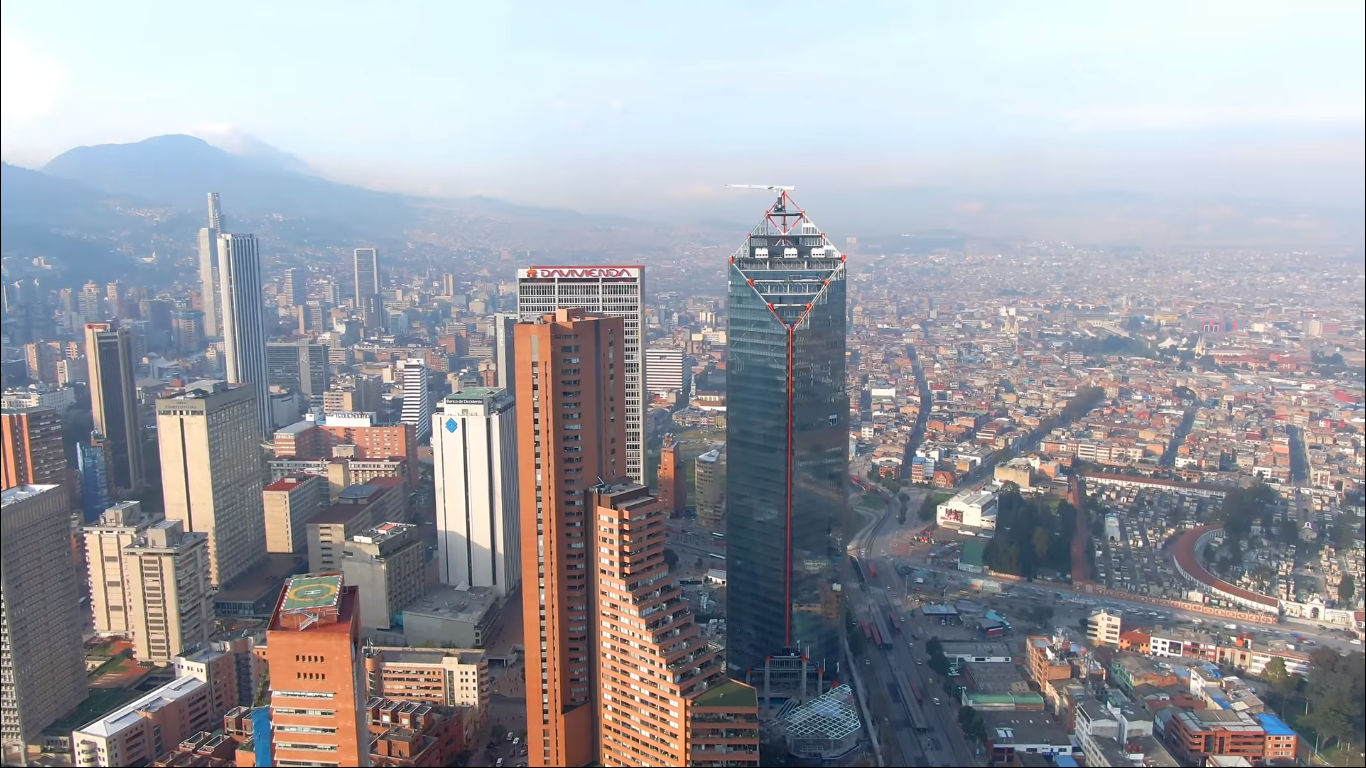
International Center 보고타

보고타(스페인어: Bogotá)는 콜롬비아의 수도이며, 쿤디나마르카 주의 주도이기도 하다. 안데스산맥의 고원 분지(고도 2,600m)에 위치해 있다. 공식 명칭은 보고타 수도 구역(Bogotá D.C., Distrito Capital)이며, 1991년부터 2000년까지는 산타페데보고타(Santa Fe de Bogotá)라고 했다. 2005년 기준 인구 7.674.366명이다. 보고타와 그 주변의 치아, 코타, 소아차, 카히카, 라칼레라 등을 포함한 광역 도시권 전체 인구는 8,244,980명에 이른다. 면적으로도 콜롬비아에서 가장 큰 도시이며, 볼리비아 라파스와 에콰도르 키토 다음으로 세계에서 세 번째로 높은 대도시이다. 1538년에 건설되었으며, 수많은 대학교와 도서관이 있어 보고타는 "남아메리카의 아테네"로 불린다. 지금도 에스파냐식의 옛 건축물이 많다. 비옥한 농업 지대의 중심에 있는데, 섬유·유리·담배 등의 공업이 발달되어 있다.

## 역사
보고타는 원래 무이스카어로 "보카타"(Bacatá, '농지'를 뜻한다)라고 불렸다. 이 지역은 에스파냐 정복자들이 이 땅을 식민화하기 전부터 원주민 문명의 중심지로 사람들이 많이 모여살았다. 1538년 8월 6일 곤살로 히메네스 데 케사다가 유럽인 정착촌을 세우고, 그가 태어난 곳 산타 페와 지역 명칭을 따서 "산타 페 데 보카타"(Santa Fé de Bacatá)라고 명명했다. 이후 보카타가 (페루 부왕령의 일부가 되었다가 나중에는 누에바 그라나다 부왕령이 되는) 그라나다 신왕국의 수도가 된 시대에 이르면 오늘날의 "보고타"(Bogotá)로 변했다. 곧 이 도시는 에스파냐 식민 세력과 남아메리카 문명의 중심 도시로 발전했다.
1810~11년에 이곳 시민들은 에스파냐의 지배에 반란을 일으키고 자치 정부를 세웠다. 그러나 내부 갈등으로 분열하면서 1816년 일시적으로 에스파냐 왕당파군이 다시 이 도시를 장악한다. 1819년 시몬 볼리바르는 보야카에서 승리하고 보고타를 탈환했다. 그리하여 보고타는 오늘날의 파나마, 콜롬비아, 베네수엘라, 에콰도르를 포괄하던 그란콜롬비아의 수도가 되었다. 그란콜롬비아가 분열하자, 보고타는 누에바그라나다의 수도로 남았으며, 이 나라가 오늘날의 콜롬비아 공화국이 되었다.
1956년 이 도시 행정구역은 이웃 지역과 함께 "특별구역"(Distrito Especial)로 지정되었다. 1991년 헌법은 보고타를 콜롬비아의 수도로 규정했으며, "산타 페 데 보고타"(Santa Fe de Bogotá)로 명명하였고, 특별 구역의 범주를 "수도 구역(Distrito Capital)"으로 명칭을 변경했다.
2000년 8월 이 도시의 공식 명칭은 다시 "보고타"로 돌아왔다.

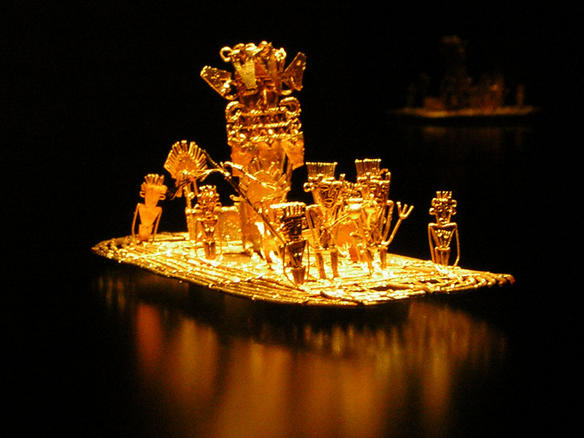
El Dorado Raft
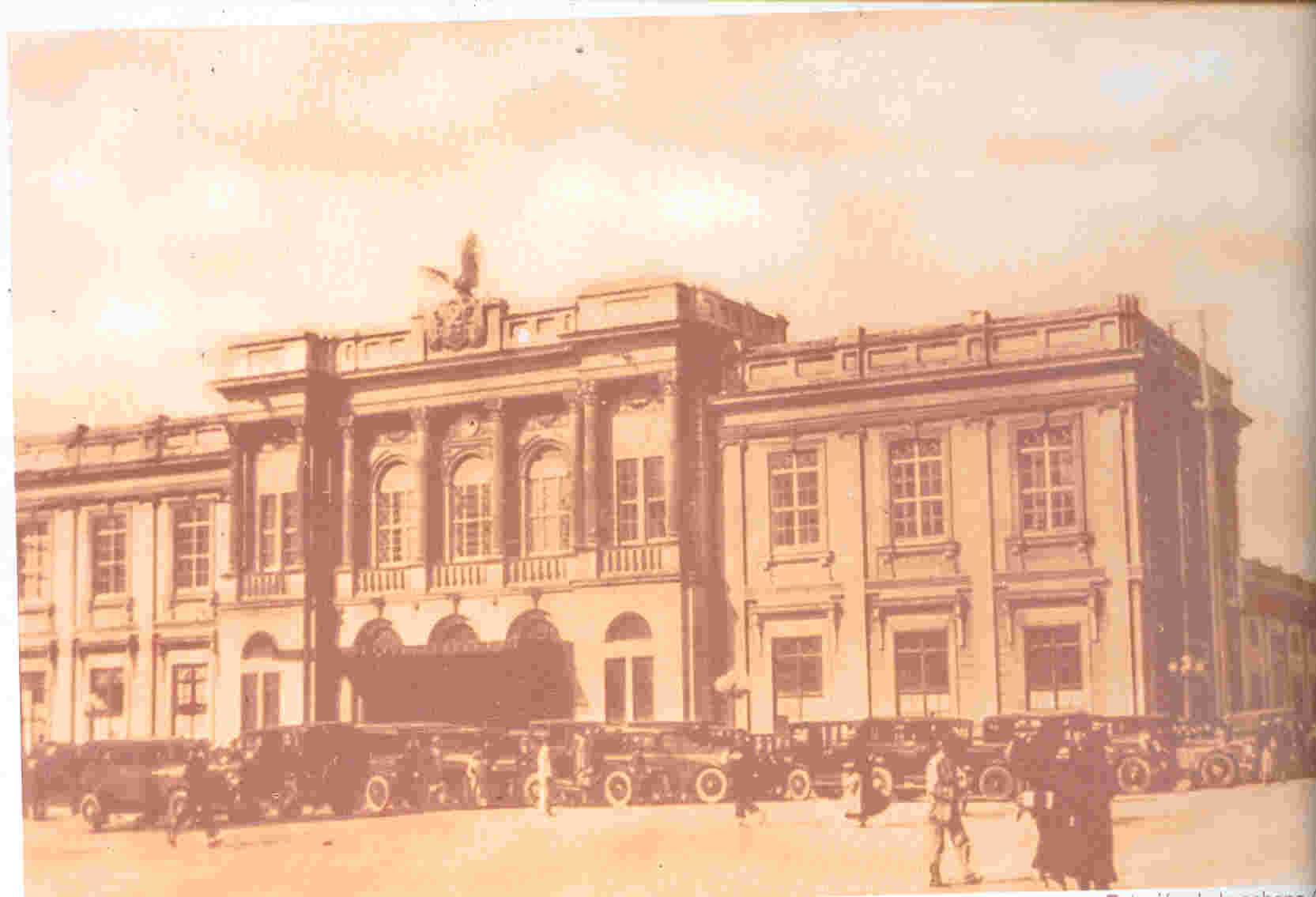
Central Station of the Savannah Railway in 1930.

## 지리

### 위치
보고타는 보고타 대초원의 서쪽으로, 콜롬비아 땅 한가운데 자리잡고 있으며, 고도는 해발 2640m이다. 보고타는 흔히 "사바나"(sabana, 대초원이라는 뜻)라 불리는 곳에 있지만, 지리적으로는 사실 안데스산맥의 고원 지형에 속한다. 이 지역은 "쿤디나마르카와 보야카의 고원"(Altiplano Cundiboyacense)이라고도 한다.
보고타강은 남쪽으로 이 '대초원'지대를 지나며 테켄다마 폭포(Salto de Tequendama)를 형성하고 있다. 지류에는 수많은 계곡들이 형성되어 농경, 목축, 공예를 기반으로 하는 취락이 발달했다.
이 지대는 동쪽으로는 안데스의 동부 코르디예라 산맥과 접하고 있다. 도시는 언덕으로 둘러싸여 도시의 확장을 제약하고 있으며, 과달루페 산맥과 몬세라테 산맥과 나란하게 남쪽에서 북쪽으로 뻗어 있는 모양새다. 남쪽 경계에는 수마파스 황무지가, 북쪽으로는 치아와 소포 시에 이르는 고원까지 향해 있다.

### 기후
| 보고타 (엘도라도 국제공항, 1991년~2020년)의 기후 | 보고타 (엘도라도 국제공항, 1991년~2020년)의 기후 | 보고타 (엘도라도 국제공항, 1991년~2020년)의 기후 | 보고타 (엘도라도 국제공항, 1991년~2020년)의 기후 | 보고타 (엘도라도 국제공항, 1991년~2020년)의 기후 | 보고타 (엘도라도 국제공항, 1991년~2020년)의 기후 | 보고타 (엘도라도 국제공항, 1991년~2020년)의 기후 | 보고타 (엘도라도 국제공항, 1991년~2020년)의 기후 | 보고타 (엘도라도 국제공항, 1991년~2020년)의 기후 | 보고타 (엘도라도 국제공항, 1991년~2020년)의 기후 | 보고타 (엘도라도 국제공항, 1991년~2020년)의 기후 | 보고타 (엘도라도 국제공항, 1991년~2020년)의 기후 | 보고타 (엘도라도 국제공항, 1991년~2020년)의 기후 | 보고타 (엘도라도 국제공항, 1991년~2020년)의 기후 |
| 월                                               | 1월                                              | 2월                                              | 3월                                              | 4월                                              | 5월                                              | 6월                                              | 7월                                              | 8월                                              | 9월                                              | 10월                                             | 11월                                             | 12월                                             | 연간                                             |
| ------------------------------------------------ | ------------------------------------------------ | ------------------------------------------------ | ------------------------------------------------ | ------------------------------------------------ | ------------------------------------------------ | ------------------------------------------------ | ------------------------------------------------ | ------------------------------------------------ | ------------------------------------------------ | ------------------------------------------------ | ------------------------------------------------ | ------------------------------------------------ | ------------------------------------------------ |
| 역대 최고 기온 °C (°F)                           | 26.4 (79.5)                                      | 25.2 (77.4)                                      | 26.6 (79.9)                                      | 24.4 (75.9)                                      | 25.0 (77.0)                                      | 28.6 (83.5)                                      | 25.0 (77.0)                                      | 23.6 (74.5)                                      | 26.0 (78.8)                                      | 25.1 (77.2)                                      | 25.6 (78.1)                                      | 24.4 (75.9)                                      | 28.6 (83.5)                                      |
| 일평균 최고 기온 °C (°F)                         | 20.1 (68.2)                                      | 20.2 (68.4)                                      | 19.8 (67.6)                                      | 19.5 (67.1)                                      | 19.4 (66.9)                                      | 18.9 (66.0)                                      | 18.5 (65.3)                                      | 18.8 (65.8)                                      | 19.2 (66.6)                                      | 19.4 (66.9)                                      | 19.4 (66.9)                                      | 19.8 (67.6)                                      | 19.4 (66.9)                                      |
| 일일 평균 기온 °C (°F)                           | 13.6 (56.5)                                      | 14.0 (57.2)                                      | 14.1 (57.4)                                      | 14.3 (57.7)                                      | 14.3 (57.7)                                      | 14.2 (57.6)                                      | 13.8 (56.8)                                      | 13.8 (56.8)                                      | 13.8 (56.8)                                      | 13.7 (56.7)                                      | 13.8 (56.8)                                      | 13.7 (56.7)                                      | 13.9 (57.0)                                      |
| 일평균 최저 기온 °C (°F)                         | 6.4 (43.5)                                       | 7.6 (45.7)                                       | 8.6 (47.5)                                       | 9.6 (49.3)                                       | 9.6 (49.3)                                       | 9.1 (48.4)                                       | 8.6 (47.5)                                       | 8.4 (47.1)                                       | 7.8 (46.0)                                       | 8.3 (46.9)                                       | 8.6 (47.5)                                       | 7.5 (45.5)                                       | 8.3 (46.9)                                       |
| 역대 최저 기온 °C (°F)                           | −3 (27)                                          | −5.2 (22.6)                                      | −3.2 (26.2)                                      | 0.0 (32.0)                                       | 0.2 (32.4)                                       | 1.0 (33.8)                                       | 0.4 (32.7)                                       | −1.5 (29.3)                                      | −0.2 (31.6)                                      | 0.8 (33.4)                                       | −3.0 (26.6)                                      | −6 (21)                                          | −6 (21)                                          |
| 평균 강수량 mm (인치)                            | 32.9 (1.30)                                      | 51.4 (2.02)                                      | 83.4 (3.28)                                      | 116.7 (4.59)                                     | 109.0 (4.29)                                     | 57.4 (2.26)                                      | 48.6 (1.91)                                      | 44.3 (1.74)                                      | 56.7 (2.23)                                      | 108.2 (4.26)                                     | 107.2 (4.22)                                     | 61.4 (2.42)                                      | 877.3 (34.54)                                    |
| 평균 강수일수 (≥ 1 mm)                           | 4.9                                              | 7.4                                              | 10.9                                             | 13.4                                             | 13.5                                             | 10.2                                             | 9.5                                              | 9.1                                              | 9.0                                              | 12.1                                             | 12.1                                             | 7.7                                              | 119.9                                            |
| 평균 상대 습도 (%)                               | 79                                               | 79                                               | 81                                               | 82                                               | 82                                               | 79                                               | 78                                               | 77                                               | 79                                               | 83                                               | 83                                               | 81                                               | 80                                               |
| 평균 월간 일조시간                               | 182.9                                            | 149.6                                            | 136.4                                            | 105.0                                            | 108.5                                            | 117.0                                            | 133.3                                            | 136.4                                            | 123.0                                            | 117.8                                            | 126.0                                            | 158.1                                            | 1,594                                            |
| 평균 일일 일조시간                               | 5.9                                              | 5.3                                              | 4.4                                              | 3.5                                              | 3.5                                              | 3.9                                              | 4.3                                              | 4.4                                              | 4.1                                              | 3.8                                              | 4.2                                              | 5.1                                              | 4.4                                              |
| 출처 1: IDEAM (상대습도/일조: 1981년~2010년)     |                                                  |                                                  |                                                  |                                                  |                                                  |                                                  |                                                  |                                                  |                                                  |                                                  |                                                  |                                                  |                                                  |
| 출처 2: 미국 해양대기청 (극값)                   |                                                  |                                                  |                                                  |                                                  |                                                  |                                                  |                                                  |                                                  |                                                  |                                                  |                                                  |                                                  |                                                  |

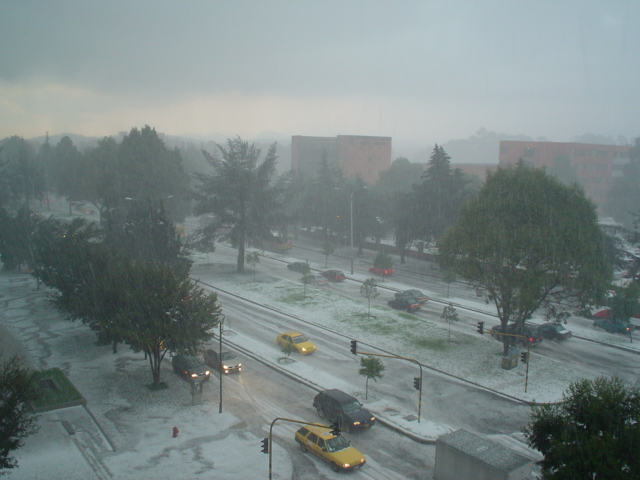
Bogota hailstorm

이곳 '사바나'의 평균 기온은 14.0 °C로, 3 °C에서 25 °C 사이를 오간다. 연중 건기와 우기가 있다. 가장 건조한 달은 12월, 1월, 2월, 3월이며, 가장 비가 많은 달은 4월, 5월, 9월, 10월, 11월이다. 6월과 7월은 보통 우기이지만, 8월은 바람이 많고 맑다. 우박은 우기에 흔하며, 심한 경우도 있는데 특히 10월이 그러하다.
기후 조건은 태평양 해분에서 발생하여 기후 변화를 일으키는 엘니뇨와 라니냐 현상 때문에 불규칙하다. 그렇긴 하나 전반적으로 연중 내내 온화하고 시원하며, 밤에는 바람 때문에 매우 춥다.

### 도시 구획과 이름

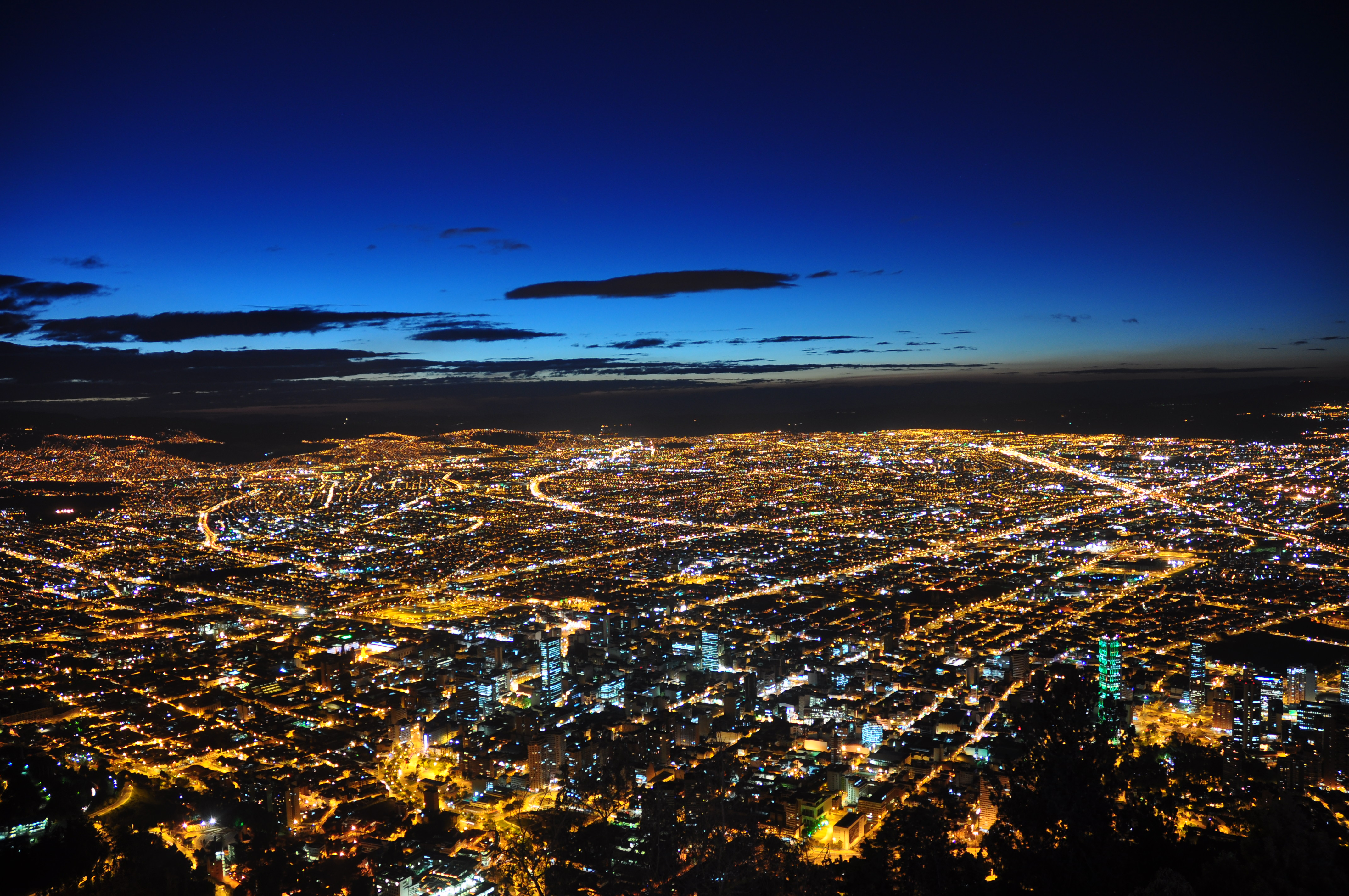
Bogotá in the night

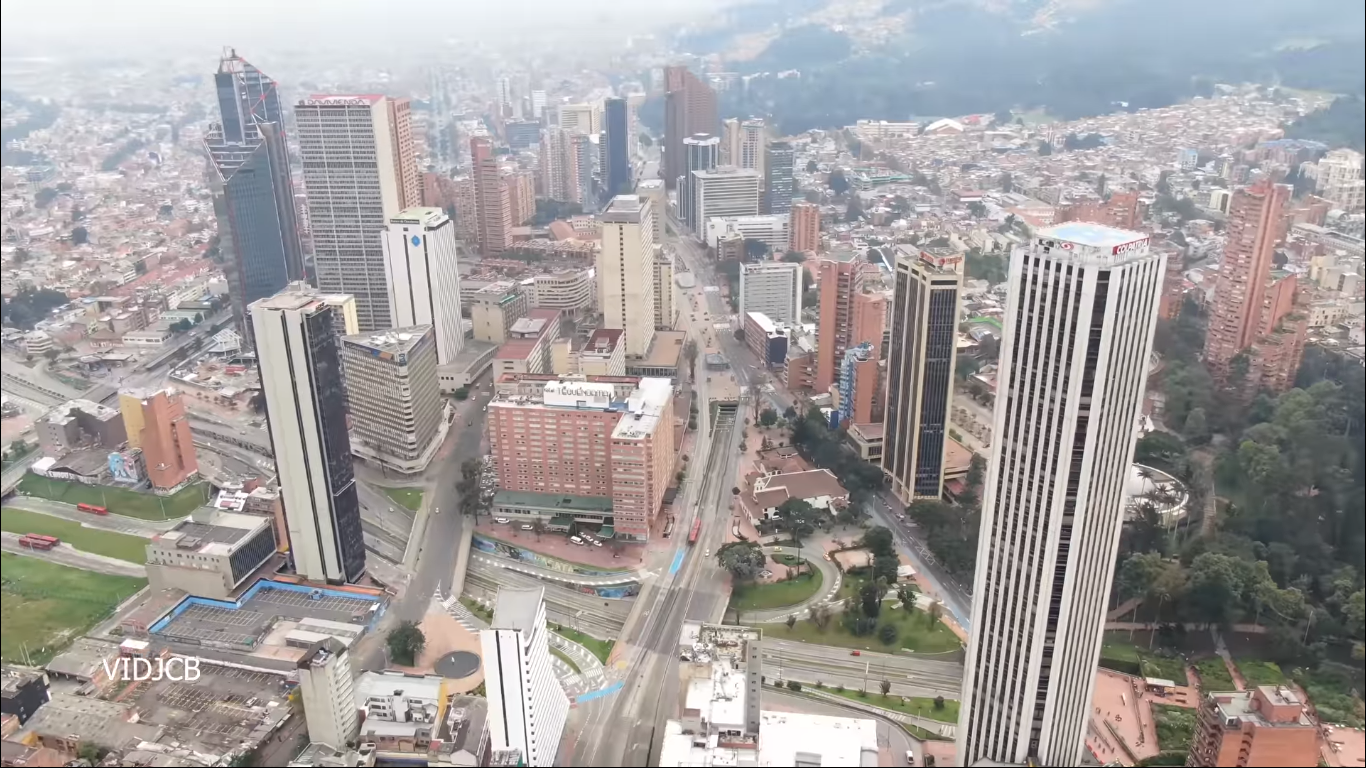
Bogotá Downtown. 7th Avenue.

보고타에는 광범위하게 서로 연결된 천 여개 지역이 있다. 경제 수준이 높은 지역은 북쪽과 북동쪽에 자리잡아 동부 코르디예라 산맥 기슭과 가깝다. 그 보다 가난한 지역은 남쪽과 남동부에 흩어져 있다. 중류층은 도시 중앙부와 북서부에 주로 산다.
도심의 위치는 전형적인 에스파냐인 정착지에서 나타나는 광장(plaza)을 중심으로 배치되어 있으나, 바깥 지역은 점차 현대식으로 바뀌고 있다. 도로 형태는 카예(calle, 거리)로 분류할 수 있는데, 코르디예라 산맥에서 수직 방향으로 뻗어있으며 북쪽으로 올라갈수록 거리 번호가 올라가며, 1번 카예(Calle 1)에서 남쪽에 있는 거리는 "-수르"(-Sur, "남쪽")를 붙인다. 카레라(carrera)는 산맥과 평행 방향으로 뻗어있으며, 1번 카레라(Carrera 1)의 동쪽이나 서쪽으로 갈수록 거리 번호가 올라간다.(1번 카레라에서 동쪽으로 가는 길은 길 이름 뒤에 '동쪽'을 뜻하는 "-Este"를 붙인다) 도시에서 새로 생긴 지역에는 "에헤"(Eje, "축"), "디아고날"(Diagonal), "트란스베르살"(Transversal)을 붙이는 경우가 많다.
가로명 제도는 최근에 바뀌어서, 주요 대로에서 작은 길거리에 이르는 거리 순서에 따라 번호를 붙이고 있다.

## 인구 현황
콜롬비아에서 가장 크고 인구가 많은 도시 보고타는 도시 지역에 7,881,156명이 살고 있다.(2005년 인구조사)), 인구 밀도는 평방킬로미터당 약 3912명이다. 2009년 최근 도시에 가옥 수는 7,362,520이고 인구는 8,566,926명으로 집계되었다. 수도 구역의 전원 지역에 사는 인구는 겨우 15,810명 밖에 안된다. 인구의 47.5%는 남성이고, 52.5%는 여성이다. 이 도시는 콜롬비아에서 문맹률이 가장 낮아 5세 이상 인구의 4.6% 정도이다.
공공 서비스는 높은 수준으로, 전체 가구에서 전력 공급은 99.5%, 수도 공급은 98.7%, 전화 연결은 87.9% 수준이다. 그러나 빈곤 감소와 불균형 방법을 고안하는 계획에 따르면, 2005년 이 도시 인구의 32.6%는 빈곤층(하루에 미화 2.0$ 이하의 수입)이다.
보고타는 콜롬비아의 다른 지역과 마찬가지로 산업화 뿐 아니라, 20세기에 빈곤, 폭력 등 복잡한 정치ㆍ사회적인 이유로 시골에서 도시로 인구가 이동하면서 급격한 도시화를 겪고 있다. 그리하여 도시 지역에 인구가 크게 늘어나, 도시 주변부에 빈민가를 이루었다. 이와 관련한 극적인 예로 도시로 들어온 인구를 들 수 있다. 인권ㆍ이주 상담소(CODHES)에 따르면 1999~2005년새 260,000명 이상의 사람이 인구 이동으로 보고타에 들어와, 보고타 인구 전체에 3.8%를 이룬다.
외부에서 들어온 인구 대다수는 시우다드 볼리바르(Ciudad Bolivar), 켄네디(Kennedy), 우스메(Usme), 보사(Bosa) 구역에 산다.
도시 인구의 인종은 메스티소 출신으로, 스페인, 이탈리아, 프랑스, 독일 등지의 유럽계 백인도 산다. 중동 출신도 많은데, 상당수는 레바논이나 시리아에서 이민온 사람들이다. 보고타의 아프리카계 콜롬비아인은 역사상 이들이 살던 카르타헤나 등 해안 도시보다 적은 편이다.

## 공원

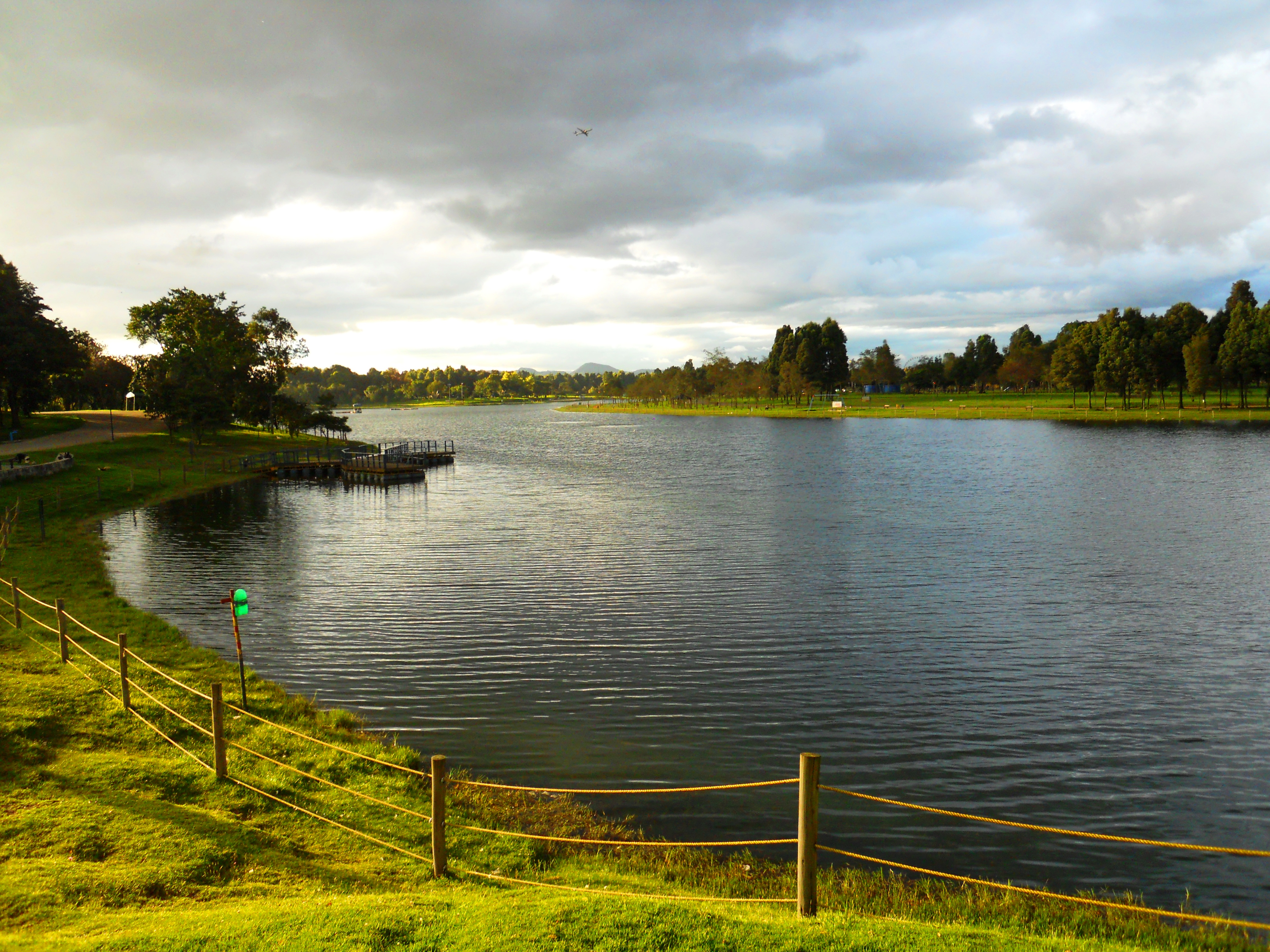
Parque Simón Bolívar
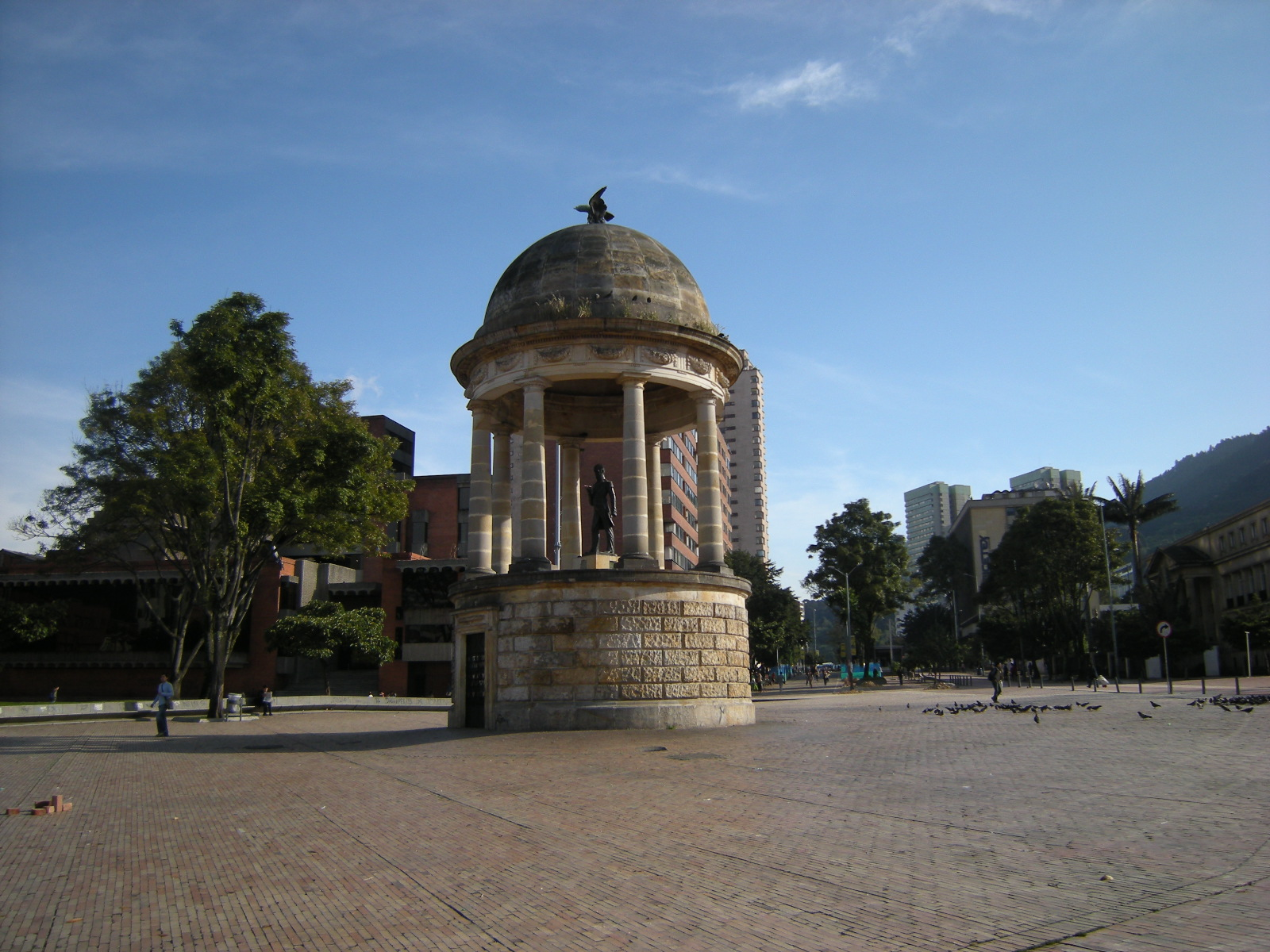
Columnist park on Bogota Downtown
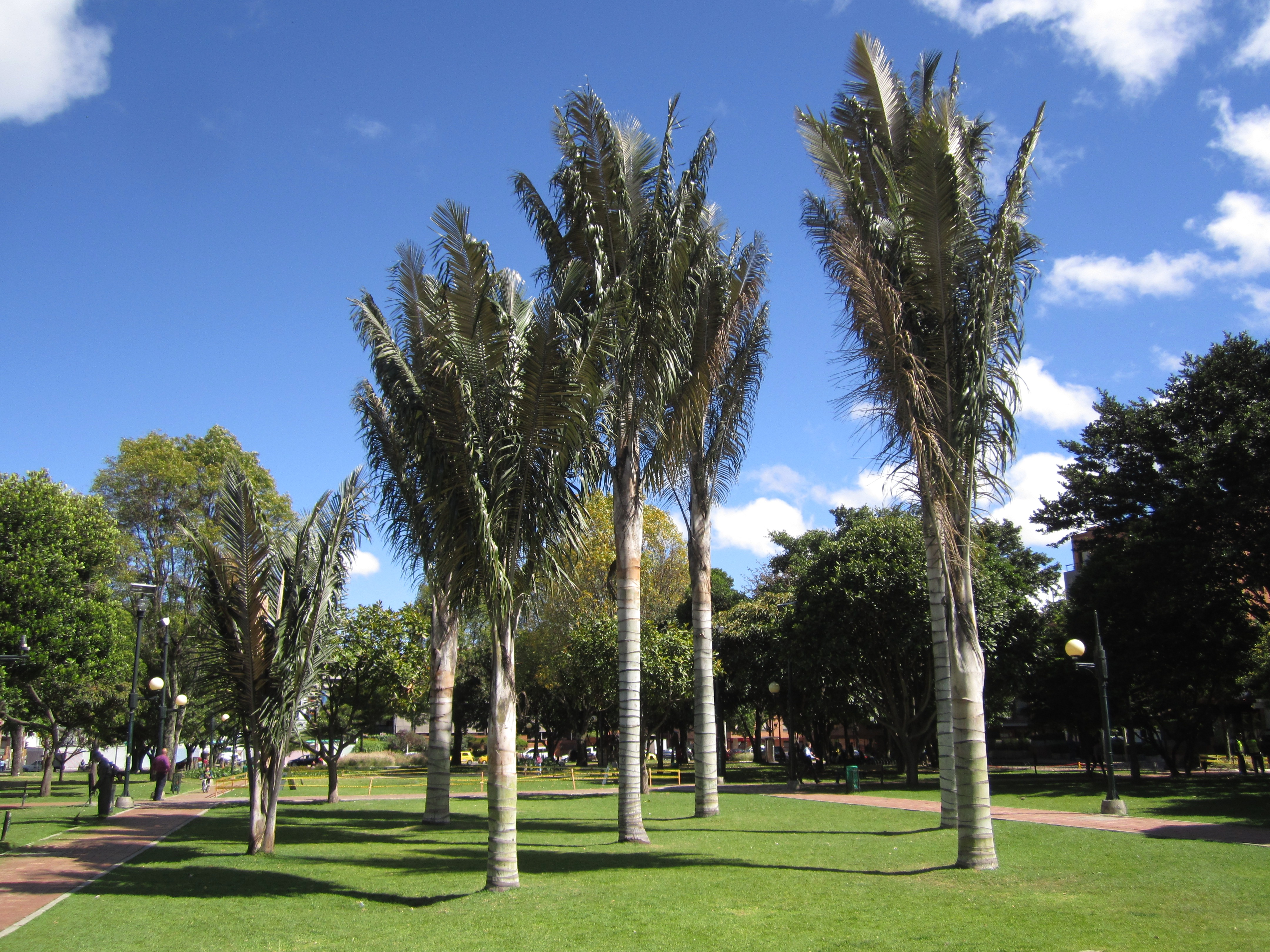
Parque de la 93
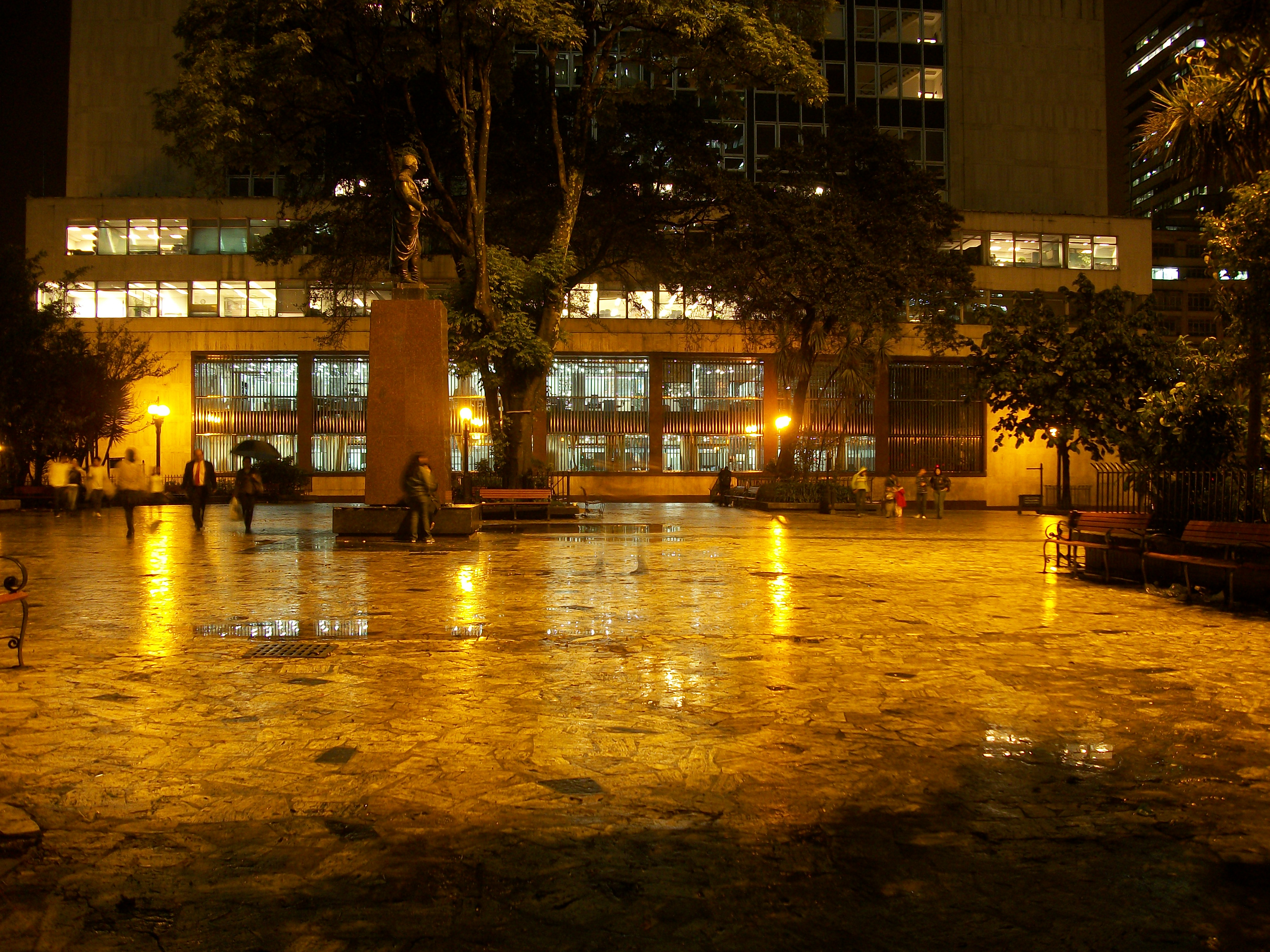
Parque Santander
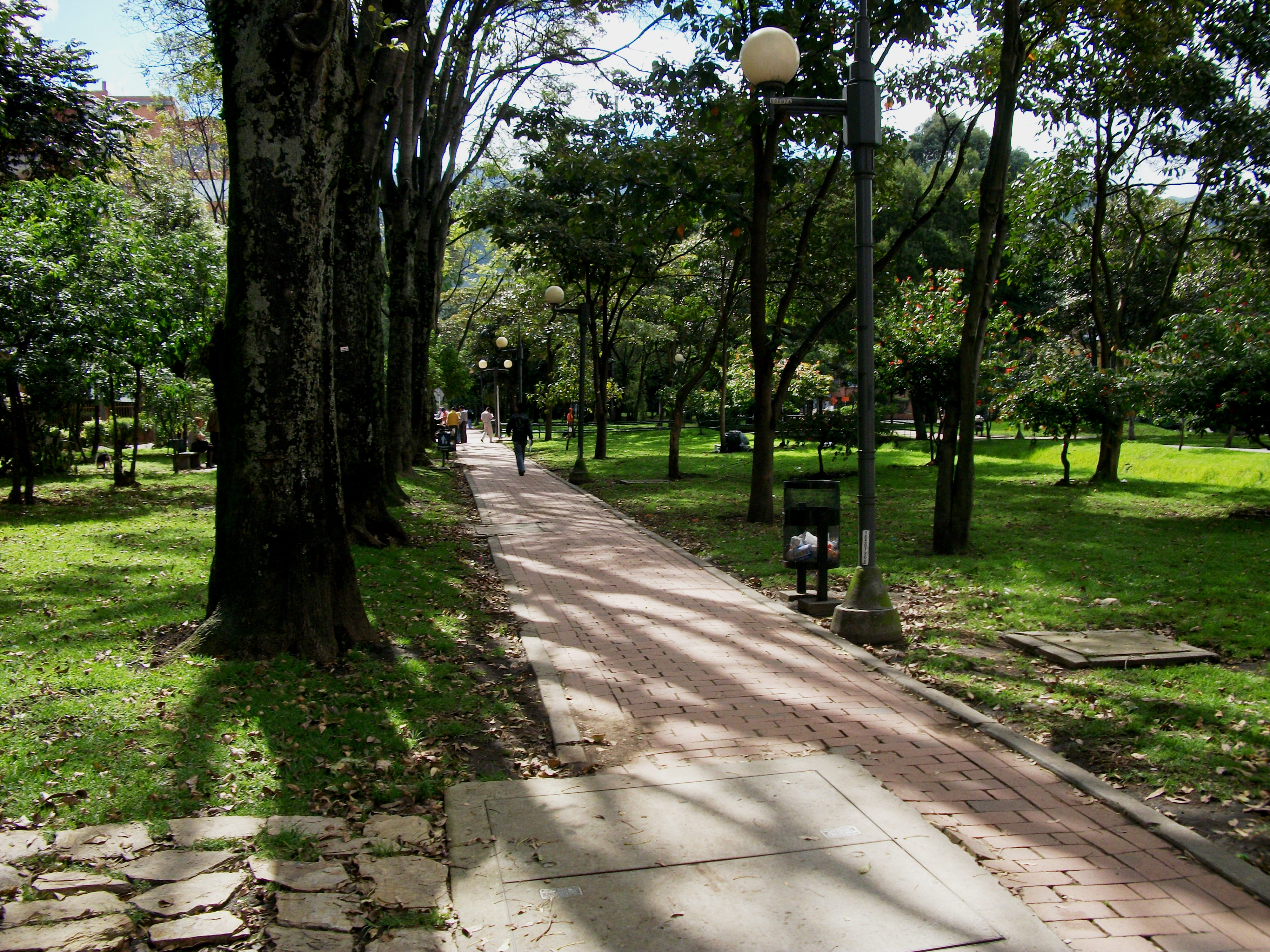
Parque El Virrey

## 건축과 풍경

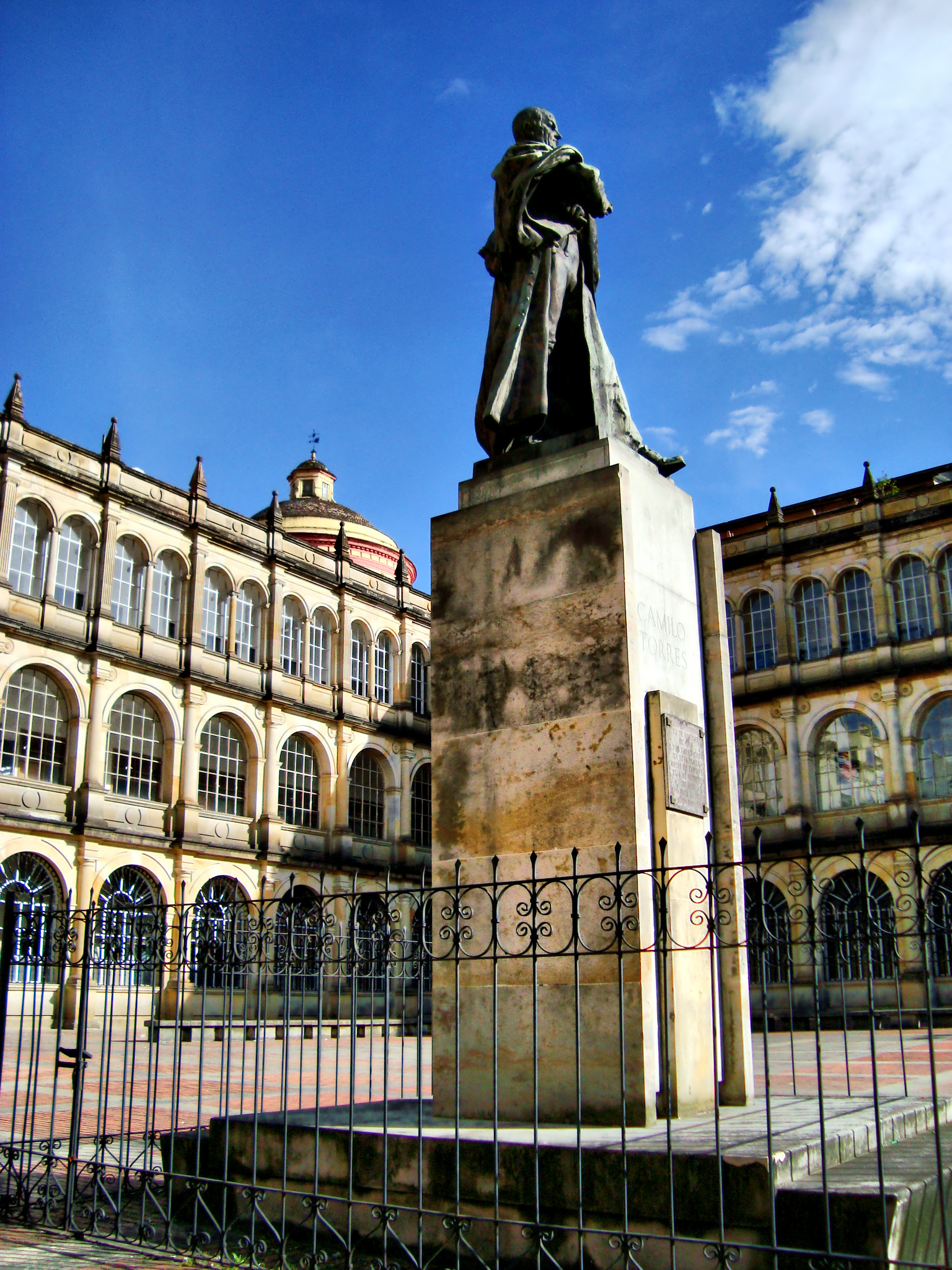
Colegio Mayor de San Bartolomé
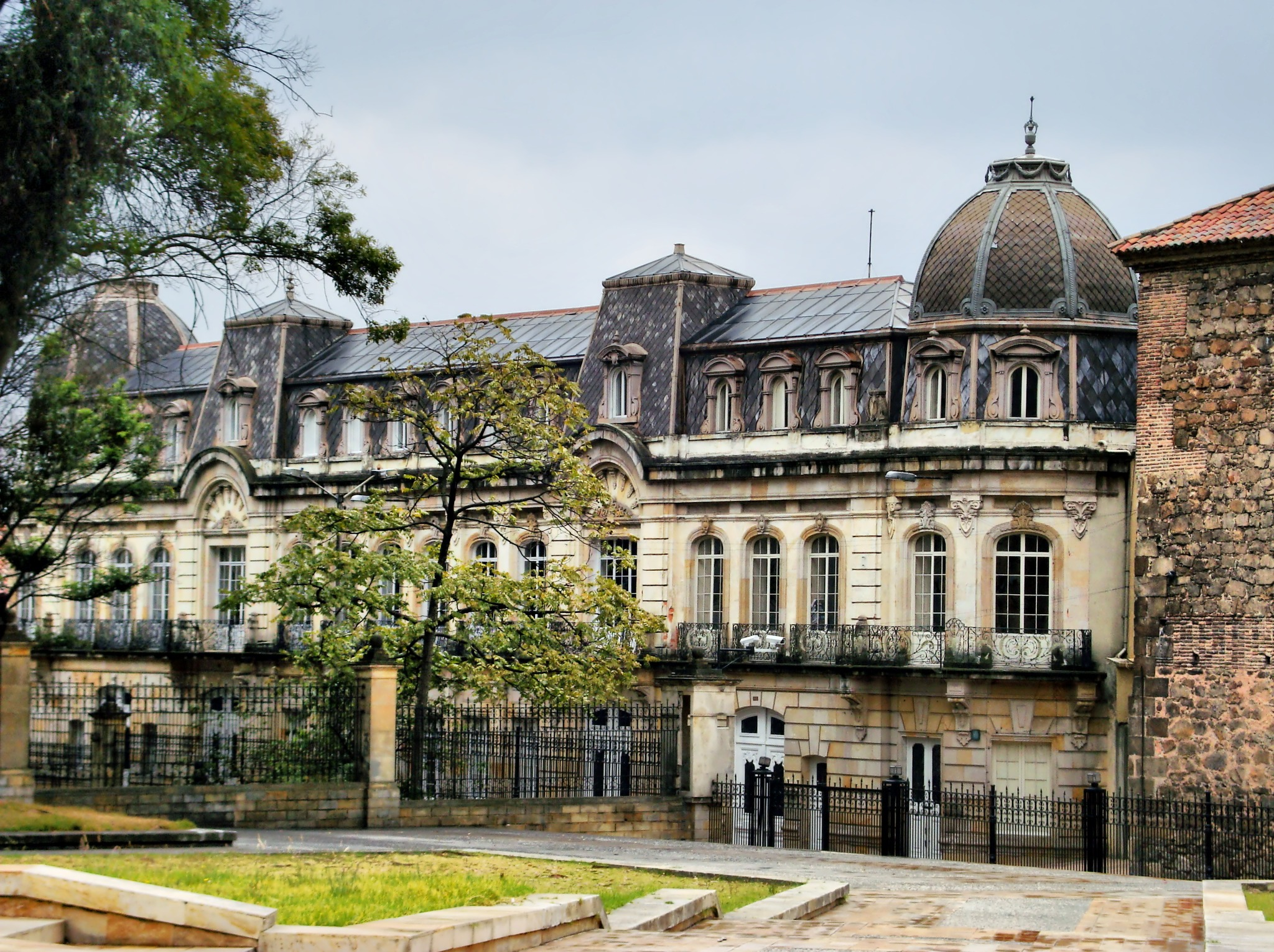
Palacio Echeverry
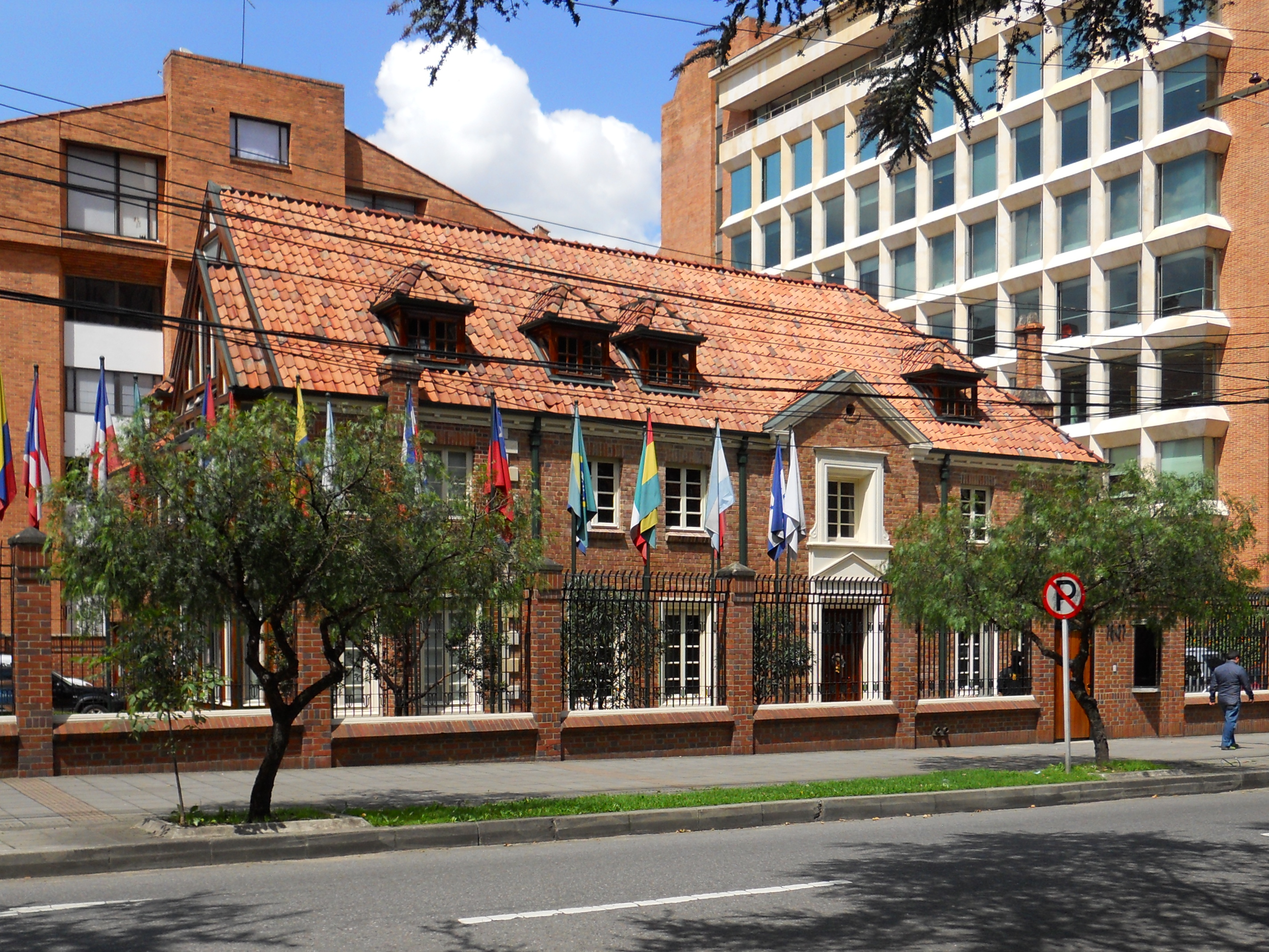
El Nogal
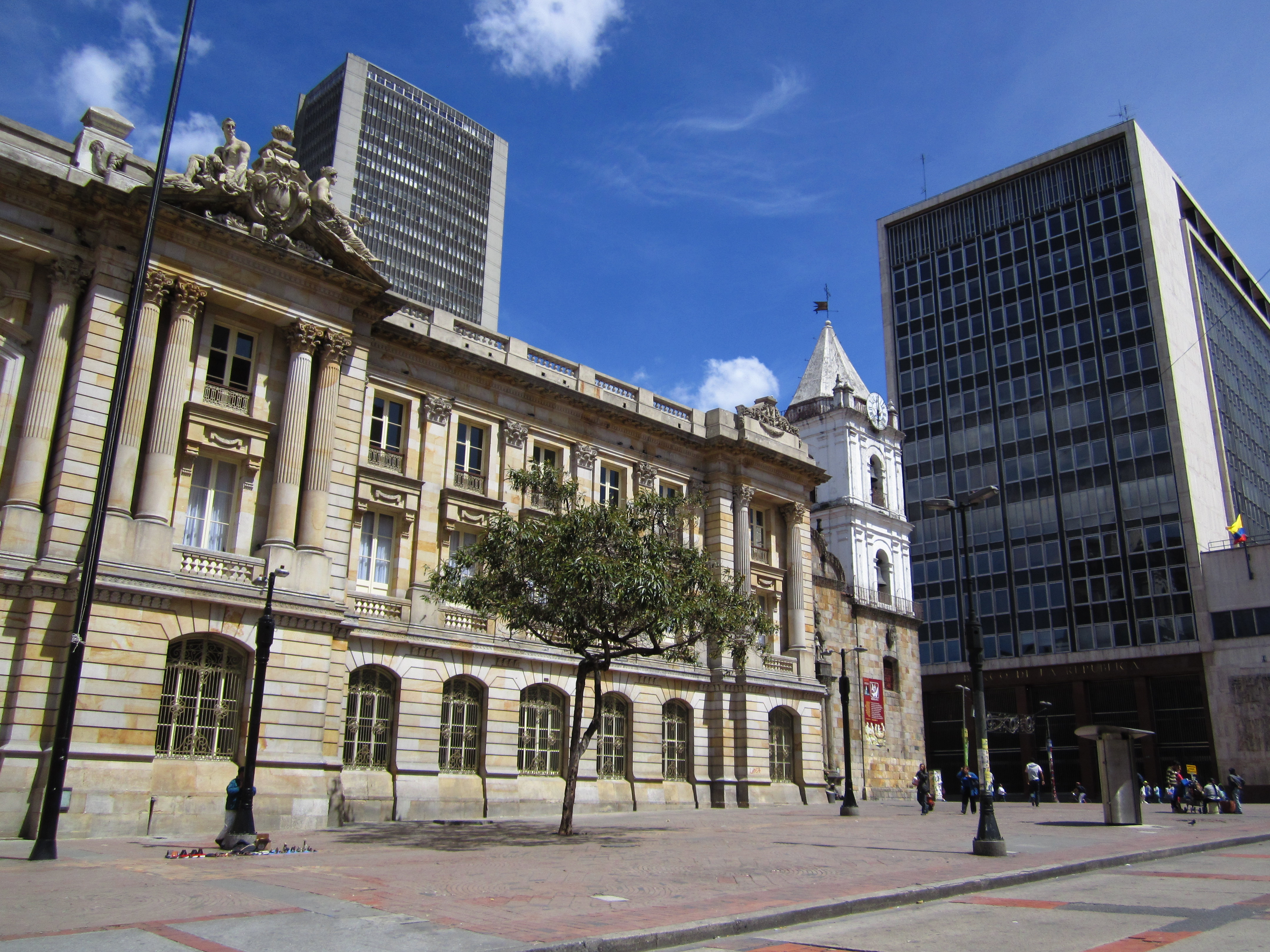
La Séptima
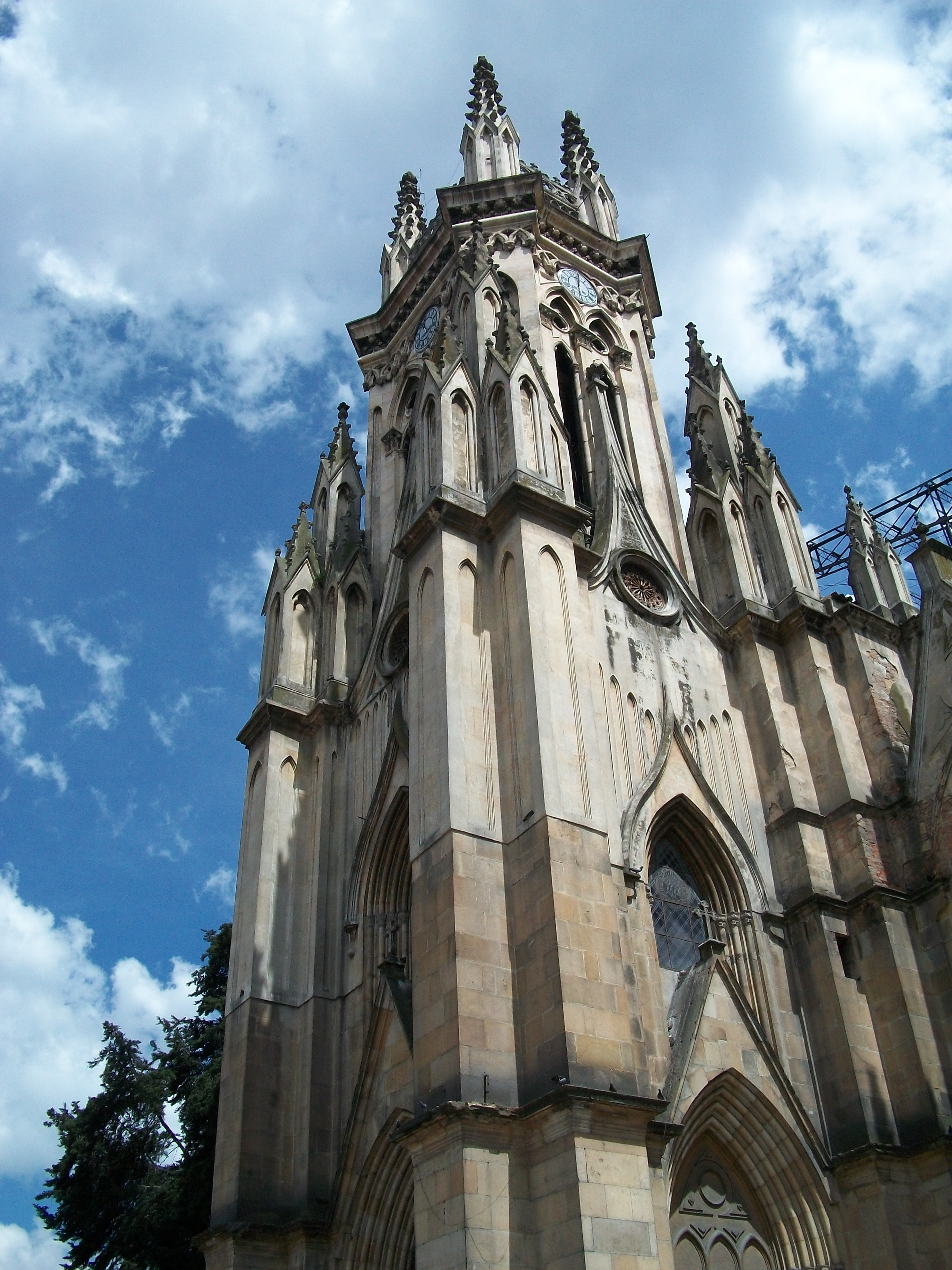
Nuestra Señora de Lourdes
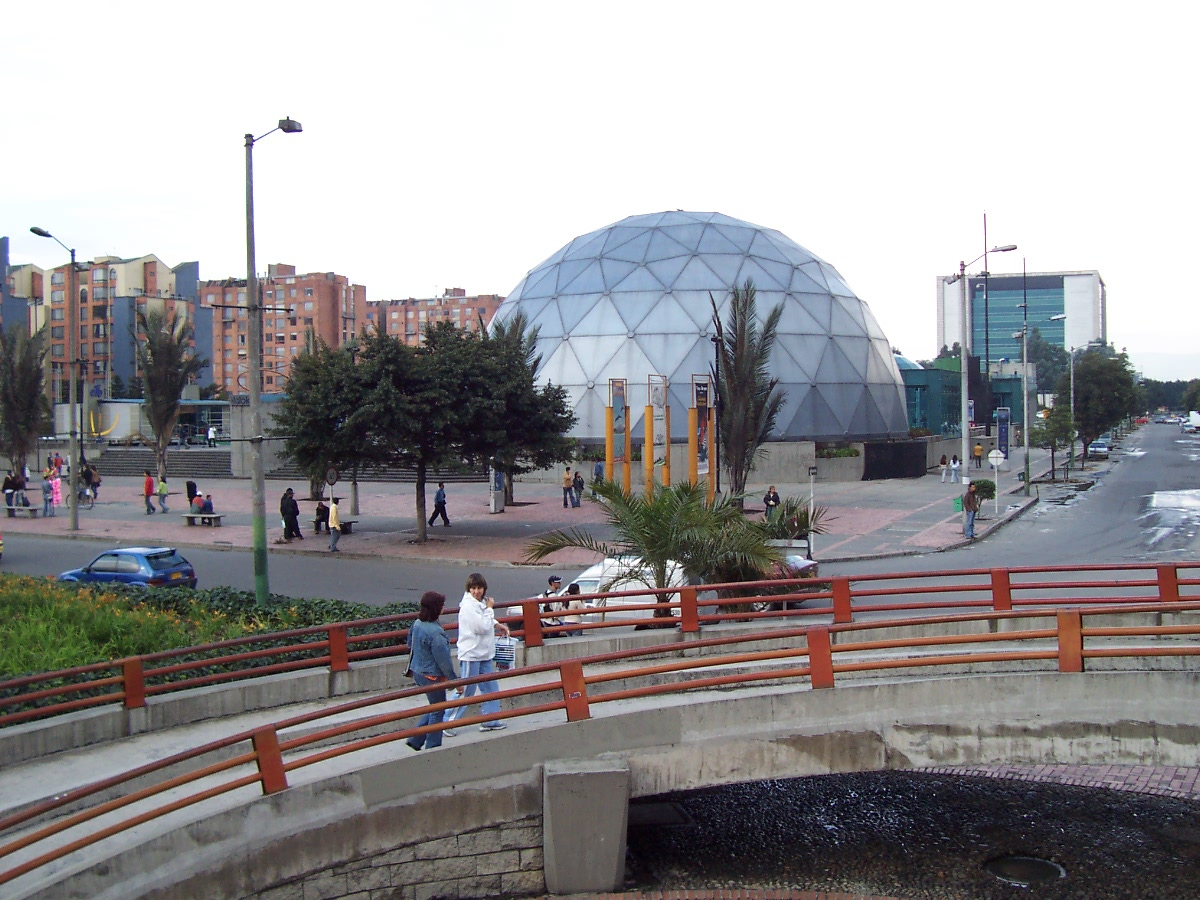
Maloka
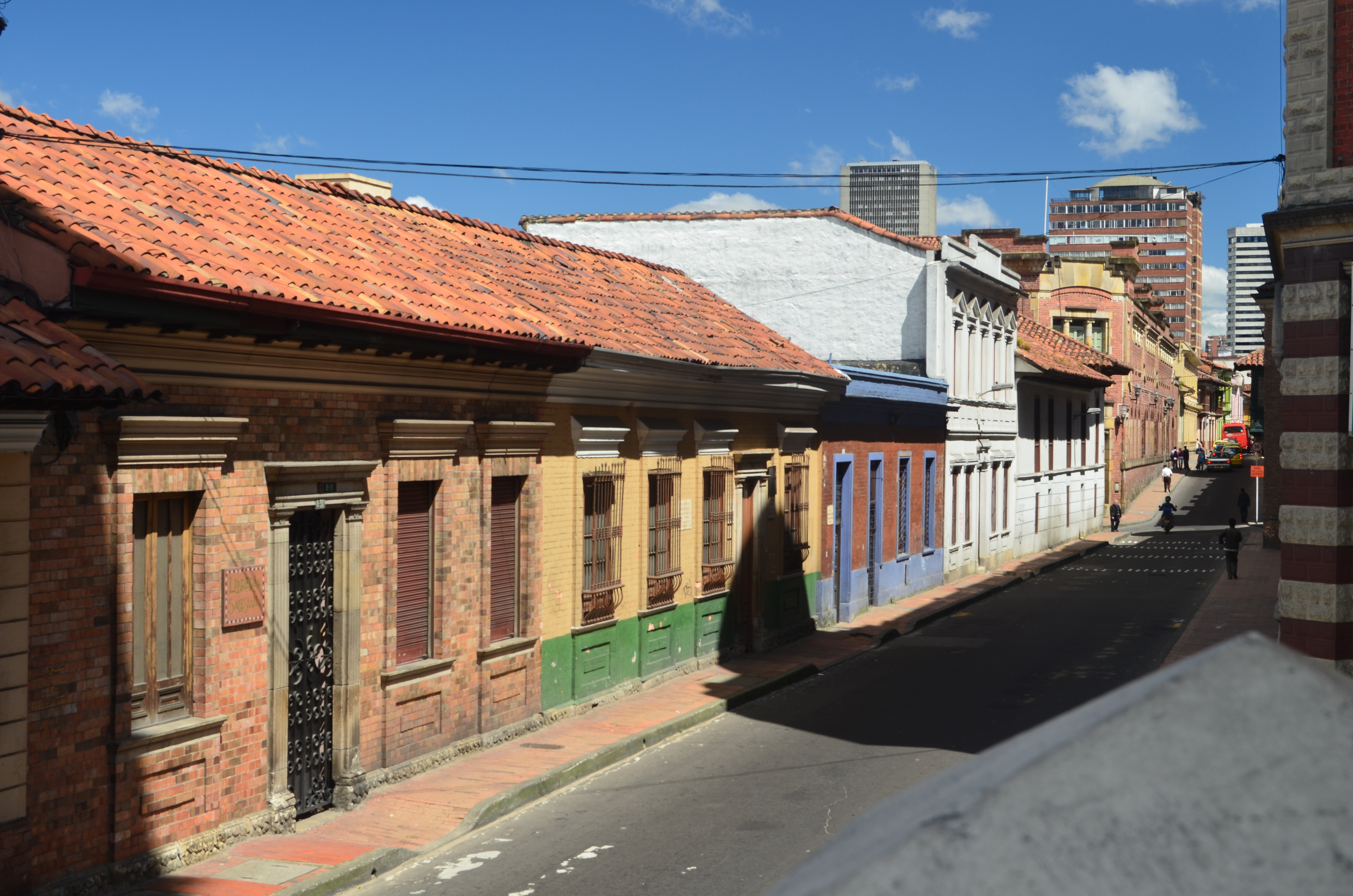
La Candelaria
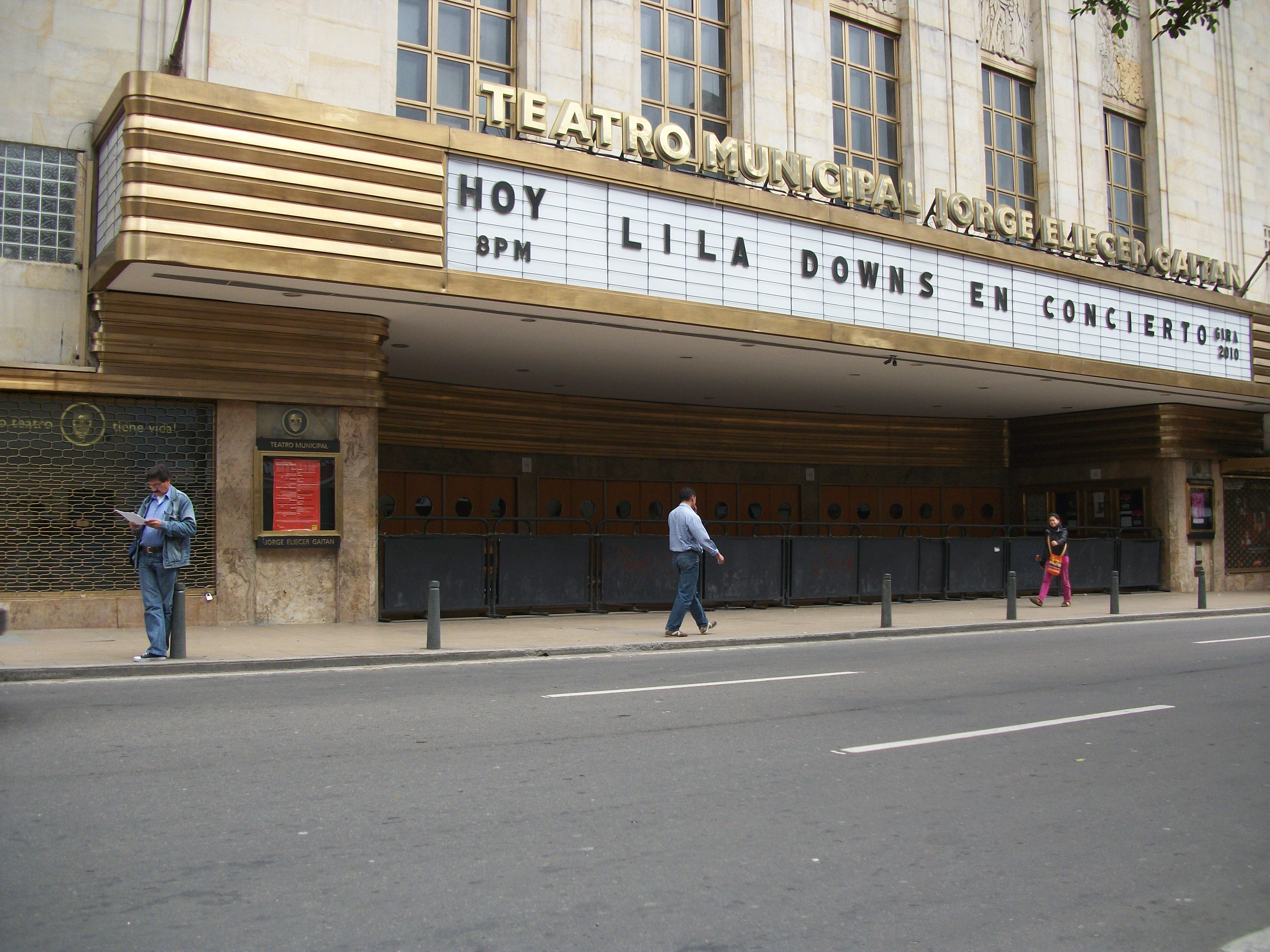
Teatro Jorge Elíecer Gaitán
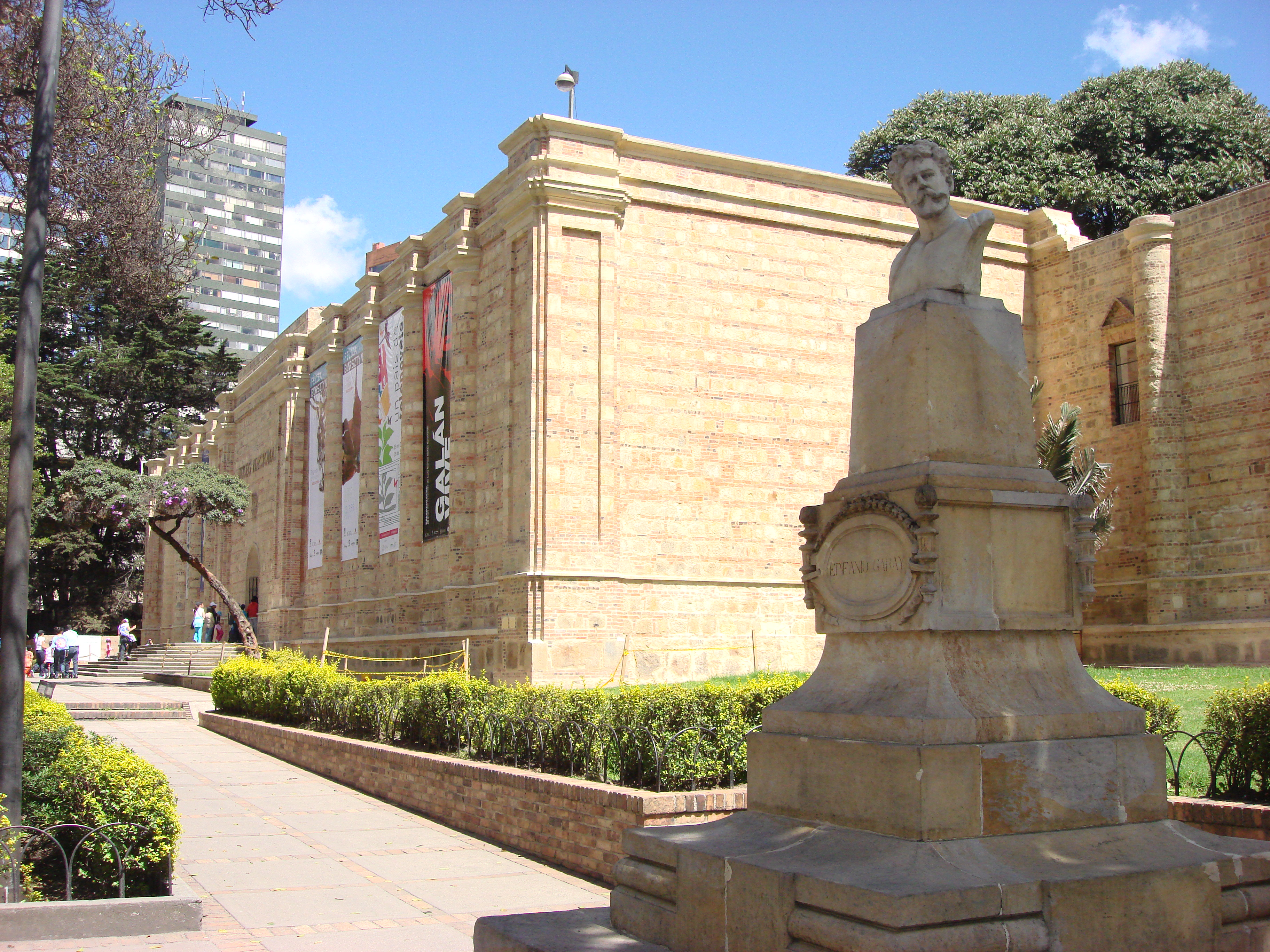
Museo Nacional de Colombia
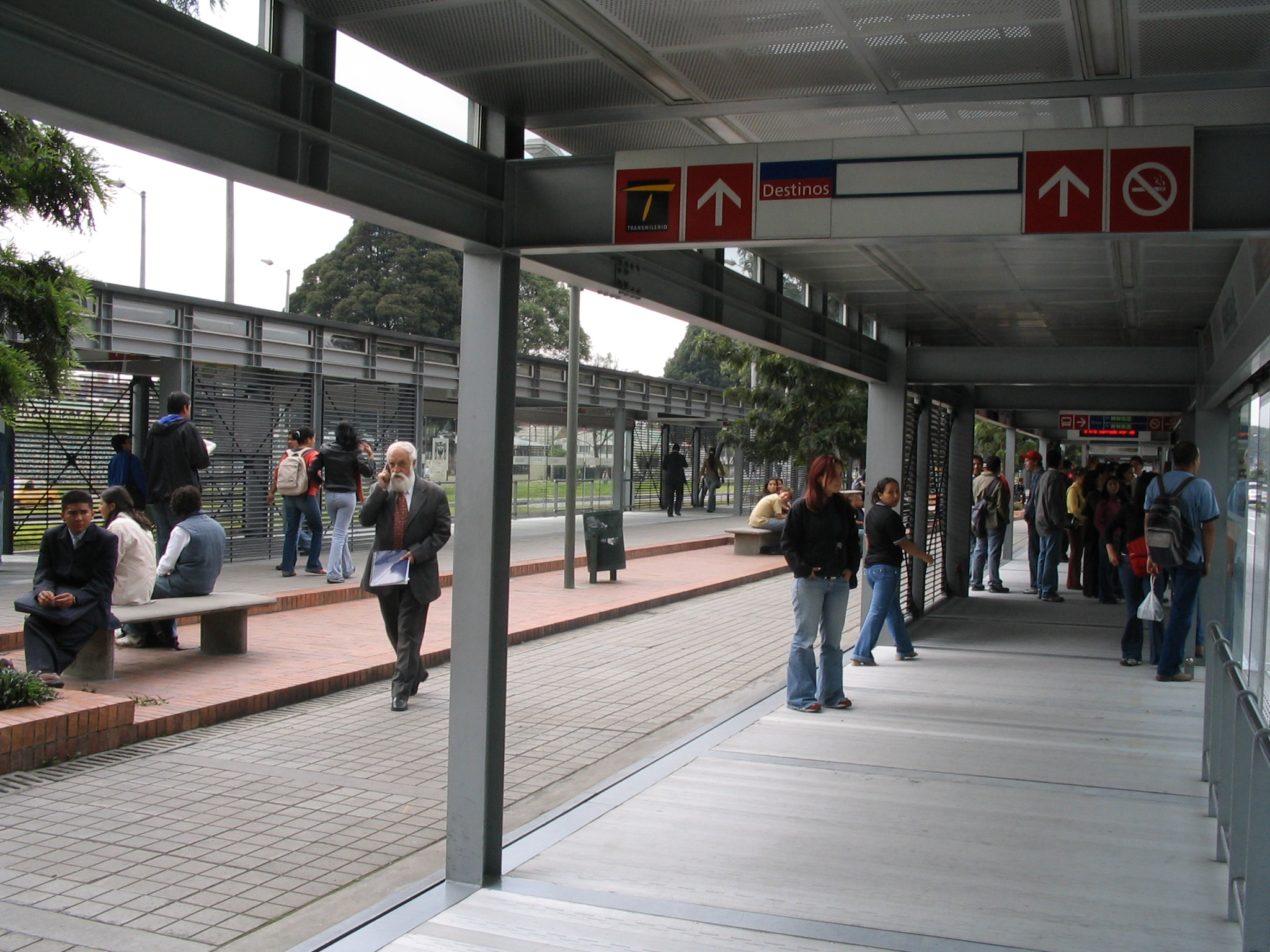
Transmilenio

## 사회 질서
보고타의 이전 지도자들은 높은 범죄율을 줄이기 위한 활동을 벌였다. 최근 행정 구역의 공식 보고에 따르면, 지난 10년간 인구는 25% 이상 증가하였지만 폭력에 따른 사망이 1996년 인구 100,000명당 89.4명에서 2005년 37.9명으로 줄어 약 57.6% 감소하였다고 한다. 이 사망 건수 중 62.8%는 살인이고, 20.5%는 교통 사고이다. 이 보고에는 사망자의 85.1%는 남성이고 14.9%는 여성이라고 한다.

### 범죄
보고타는 범죄율이 크게 줄었으며, 과거 90년대 중반 세계에서 가장 범죄가 심한 도시로 여겨지던 이미지에서도 벗어나고 있다. 1993년에 고의적인 살인 수가 4,352명으로 인구 100,000명당 80명의 비율이었다. 범죄율 감소는 1995년 처음 채택한 참여 및 통합 안전 정책인 "안전한 공동체"(Communidad Segura) 덕분으로, 계속 강화되고 있다. 2007년 보고타의 살인율은 100,000명당 20명으로, 사건 수는 1,401건이었다. 이 수치는 사망자 수와 비율 면에서 필라델피아, 워싱턴, 애틀랜타 등 미국 도시 지역의 수치와 비슷한 수준이다. 오늘날 보고타는 카라카스나 히우 지 자네이루보다 낮다.